# 德涅斯特羅韋
48°32′13″N 26°13′51″E / 48.53694°N 26.23083°E
德涅斯特羅韋（羅馬化：Dnistrove）是位於烏克蘭西部特諾皮爾州喬爾特基夫區梅利尼察-波迪利斯卡市鎮的村莊，處於德涅斯特河畔，始建於1542年，面積2.95平方公里，海拔高度155米，2001年人口757。